# Franz Hermann Hegewisch
Franz Hermann Hegewisch (født 13. november 1783 i Kiel, død 27. maj 1865) var en tysk forfatter, søn af Dietrich Hermann Hegewisch.
Hegewisch blev Dr. med. 1805, opholdt sig derefter længere tid i England, hvor han blev en ivrig beundrer af dette lands politiske forhold, og ansattes 1809 som professor i medicin i Kiel. 
Stærkt politisk interesseret knyttedes han hurtig til de bevægelser, der efter 1814 udgik fra ridderskabets kreds for indførelsen af en fælles slesvig-holstensk stænderforfatning. 
Han trådte i nøje forbindelse med Dahlmann, var en flittig medarbejder ved Kieler Blätter og Kieler Beiträgen 1815—21 og udgav 1816 anonymt Einige entfernten Gründe für eine ständische Verfassung. 
Da bevægelsen 1830 genoptogs under skarpere form, var han atter med, han deltog i Lornsens møde 1. november 1830 og sluttede sig bestemt til ham. 
I de følgende år kom han til at øve en betydelig indflydelse på det opstående slesvig-holstenske parti, idet han besad omfattende forbindelser både i dets borgerlige liberale og dets adelige aristokratiske kredse. 
Han indtog ofte en forsigtig tilbagetrukken holdning, som hans meningsfæller har opfattet som et udtryk for overlegen klogskab og besindighed, medens dansksindede slesvigere af denne grund i ham så en dreven rænkesmed. 
Ubestridelig er i hvert fald hans store betydning som ledende og sammenholdende i partiet i disse vanskelige år. 1832 udgav han under pseudonymet Franz Baltisch: Von der politisehen Freiheit. 
Han valgtes til den første stænderforsamling 1834, men afslog at modtage valget med den begrundelse, at han kun anerkendte den gamle fælles slesvig-holstenske stænderforfatning. 
Bestemmende for ham var dog vistnok også frygten for, at han her skulde komme til at tage afgørende parti og således blive tvungen til brud enten med de liberale eller aristokraterne. 
Sin interesse for Lornsen viste han ved til den første holstenske stænderforsamling at indsende en petition for ham, der dog blev uden følger. I selve kampårene så han med bekymring den stærke bevægelse og holdt sig efter den tid meget tilbage. 
1856 udgav han dog anonymt: Politischen Anmerkungen eines Siebzigjährigen. Også som nationaløkonomisk forfatter har han udfoldet en ikke ringe virksomhed. Hans ideal hentedes også her fra England, idet Malthus lære i ham fandt en ivrig forkæmper. Af hans skrifter skal endnu nævnes: Eigenthum und Vielkinderei (1846). 